# VDownloader
VDownloader est un gratuiciel permettant de capturer des fichiers vidéo ou audio au format FLV, MP3, MP4, MOV à partir de divers sites internet (dont YouTube ou Dailymotion) en écoutant les protocoles HTTP et RTMP. Ce logiciel permet également de convertir le format FLV en format AVI, MP3, compatible iPod et PSP, VCD, SVCD, WMV et des dizaines d'autres formats. Une visionneuse est en outre intégrée.
L'interface du logiciel est traduite en plusieurs langues.

## Spécifications
- Auteur : Vitzo Limited
- Système d'exploitation : 2000/Me/NT/XP/Vista/Windows 7